# 22846 Fredwhitaker
22846 Fredwhitaker este un asteroid din centura principală de asteroizi.

## Descriere
22846 Fredwhitaker este un asteroid din centura principală de asteroizi. A fost descoperit pe 9 septembrie 1999 la Socorro, New Mexico, în cadrul proiectului LINEAR. Asteroidul prezintă o orbită caracterizată de o semiaxă mare de 2,39 ua, o excentricitate de 0,13 și o înclinație de 8,1° în raport cu ecliptica.